# Karlie Kloss
Pour les articles homonymes, voir Kloss.
Karlie Kloss, née le 3 août 1992 à Chicago, est un mannequin et une danseuse américaine. Elle est classée dans le top 30 des Mannequins des années 2000 par le magazine Vogue Paris. Depuis 2014, elle fait partie des mannequins les mieux payés au monde. C'est aussi une femme d'affaires, qui préside la société Bedford Media. Elle acquiert avec cette société le magazine i-D et annonce également relancer Life Magazine.

## Biographie

### Enfance
Karlie Kloss est née à Chicago, dans l'Illinois, de Kurt Kloss, un médecin urgentiste, et de Tracy Kloss (née Fares), une directrice artistique freelance. Les Kloss s'installent à Saint Louis, dans le Missouri, en 1995. Elle y suit des cours à l'école de danse Caston's Ballet. Karlie est ensuite découverte, à l'âge de treize ans, alors qu'elle participe à un défilé de charité à Saint Louis. En 2007, elle signe chez l'agence de mannequins Elite Model Management.

### Carrière
Karlie Kloss apparaît dans les campagnes publicitaires des marques Donna Karan, Nina Ricci, Chloé, Lacoste, Sportmax, Alexander McQueen, Yves Saint Laurent, Dolce & Gabbana, Gap, Bally Shoe, Bergdorf Goodman, Pringle of Scotland, Dior, Hermès, Oscar de la Renta, Sonia Rykiel, Aquascutum, Topshop, Uniqlo, Lord & Taylor, Barneys New York, American Eagle, Adidas, Jean Paul Gaultier, Louis Vuitton
Elle a défilé pour diverses marques à New York, Londres, Milan et Paris, notamment pour Calvin Klein, Tommy Hilfiger, Marc Jacobs, Zac Posen, Givenchy, Gucci, Valentino, Dior, Louis Vuitton, Elie Saab, Chanel, Ralph Lauren et Versace.
En 2009, elle fait une apparition dans le premier épisode de la saison 4 de la série télévisée Gossip Girl. Elle est également l'égérie du parfum Lola de Marc Jacobs.
Des photos publiées dans Vogue Italia font polémique, fin 2011, en raison de sa maigreur apparente.
Depuis 2011, elle défile pour Victoria's Secret. De 2013 à 2015, elle est un Ange de la marque.
En 2012, elle présente avec le mannequin Joan Smalls la série House of Style diffusée sur MTV. La même année, les photographes Claudia Knoepfel et Stefan Indlekofer créent un skateboard à son effigie pour la marque Doodah.
En 2013, elle lance sa propre collection de jeans en collaboration avec la marque Frame Denim.
Selon le magazine Forbes, son revenu annuel est estimé à environ 4 millions de dollars entre juin 2013 et juin 2014.
En 2014, elle devient l'égérie de L'Oréal et incarne la collection de Pedro Lourenço pour la marque Nike.
Elle réalise une collection capsule de lunettes de soleil en collaboration avec la marque américaine Warby Parker.
Elle lance sa chaîne YouTube en 2015 et devient très active sur Instagram. Elle succède à Miranda Kerr en tant que nouvelle égérie de Swarovski en juillet 2016.
En 2016, elle lance le programme « Kode with Klossy » pour former les femmes à la programmation informatique.
En 2016 et 2017, ses gains annuels sont estimés à 10 millions de dollars et 9 millions de dollars respectivement selon Forbes.
En 2017, elle collabore avec la plateforme Wix en créant son site web.
En 2018, elle gagne environ 13 millions de dollars durant l'année selon Forbes.
Elle est l'une des personnalités à participer au dernier défilé de Jean-Paul Gaultier en janvier 2020 telles Coco Rocha, Amanda Lear, Mylène Farmer, Rossy de Palma, Dita von Teese et Estelle Lefébure,.
Femme d'affaires également, elle préside la société Bradford Media qui acquiert le magazine i-D et annonce également relancer Life Magazine,.

## Vie privée
En juillet 2018, Karlie Kloss annonce ses fiançailles à l'homme d'affaires Joshua Kushner avec qui elle est en couple depuis 2012. Joshua Kushner est le frère de Jared Kushner — mari d'Ivanka Trump et gendre de Donald Trump.
Avant son mariage, elle se convertit au judaïsme.
Le 18 octobre 2018, le couple se marie civilement dans l'État de New York.
En juin 2019, Karlie Kloss célèbre son mariage à Joshua Kushner au Brush Creek Ranch dans l'état de Wyoming.
En mars 2021, elle donne naissance à un garçon appelé Levi Joseph. Son deuxième fils, prénommé Elijah Jude, est né en juillet 2023,.

## Filmographie

### Télévision
- 2010 : Gossip Girl : elle-même

### Film
- 2016 : Zoolander 2 de Ben Stiller : Ève du jardin d'Eden

### Clip
- 2015 : Bad Blood de Taylor Swift : Knockout
- 2015 : I'll Be There (en) de CHIC